# Asymptote
Pour les articles homonymes, voir Asymptote (homonymie).
Le terme d'asymptote (prononciation : /a.sɛ̃p.tɔt/, ) est utilisé en mathématiques pour préciser des propriétés éventuelles d'une branche infinie de courbe à accroissement tendant vers l'infinitésimal. C'est d'abord un adjectif d'étymologie grecque qui peut qualifier une droite, un cercle, un point… dont une courbe plus complexe peut se rapprocher. C'est aussi devenu un nom féminin synonyme de droite asymptote.
Une droite asymptote à une courbe est une droite telle que, lorsque l'abscisse ou l'ordonnée tend vers l'infini, la distance de la courbe à la droite tend vers 0.
L'étude du comportement asymptotique est particulièrement développée dans les études de fonctions et présente des commodités reconnues par de nombreux mathématiciens. Dans le domaine scientifique, il arrive fréquemment d'étudier des fonctions dépendant du temps (évolution de populations, réaction chimique ou nucléaire, graphique de température, oscillation d'un amortisseur). Un des objectifs du chercheur est alors de connaître l'état à la fin de l'expérience, c’est-à-dire lorsqu'un grand intervalle de temps s'est écoulé. L'objectif n'est alors pas de connaître les variations intermédiaires mais de déterminer le comportement stable, à l'infini du phénomène mesuré.
Le projet d'une définition uniforme n'étant pas raisonnable, cet article détaillera plusieurs situations.

## Asymptote et rencontre
L'étymologie grecque du mot « asymptote » construit à l'aide du préfixe privatif « a » et de « symptôsis » (rencontre) laisse imaginer que deux courbes asymptotes ne se rencontrent pas. Cette impression est renforcée par certains usages littéraires du terme : « La science est l'asymptote de la vérité. Elle approche sans cesse et ne touche jamais » – (Victor Hugo. William Shakespeare - L'art et la science). Une des premières rencontres de droites asymptotes avec l'étude de l'hyperbole semble confirmer cet état de fait. Cette condition de ne jamais se rencontrer est même présente dans les vieilles définitions de l'asymptote. Cependant, la définition mathématique actuelle du terme (courbes se rapprochant indéfiniment près l'une de l'autre) permet la rencontre des courbes une fois ou même une infinité de fois et n'exclut pas la possibilité que les courbes se trouvent confondues.

Courbe d'équation y = 1+4(x2 – 1)/x4 et sa droite asymptote (d) : y = 1. Courbe et droite se rencontrent pour x = 1.
Courbe d'équation y = 1 + sin(5x)/(2x) et sa droite asymptote (d) : y = 1. Courbe et droite se rencontrent une infinité de fois.
Courbe d'équation y = 1+E(6/x)/3 (où E désigne la fonction partie entière) et sa droite asymptote (d) : y = 1. Courbe et droite finissent confondues.
Courbe d'équation paramétrique x = t + cos(14t)/t ; y = t+sin(14t)/t et sa droite asymptote (d) : y = x. Courbe et droite se rencontrent une infinité de fois.

## Courbe d'équationy=f(x)
Les asymptotes sont à rechercher lorsque x ou f(x) tend vers l'infini.

### Droite asymptote
Dans ce qui suit, on utilisera les notations a et b pour désigner des nombres réels, donc finis.

#### Asymptote «verticale»

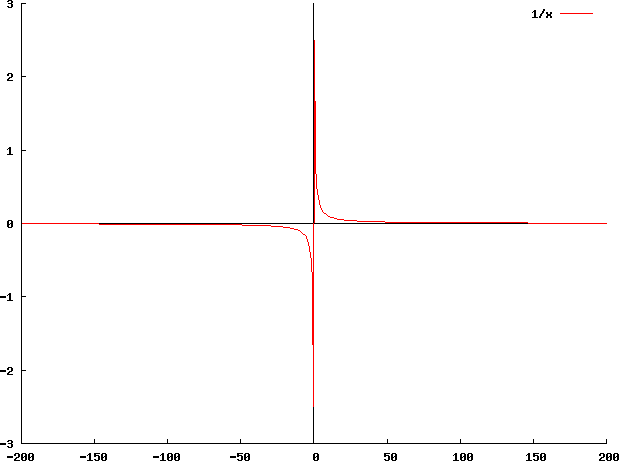
Hyperbole, courbe représentative de la fonction inverse. Les deux axes (donc les droite y = 0 et x = 0) sont des asymptotes à la courbe.

La droite d'équation x = a est une asymptote verticale à la courbe représentative de la fonction f (en a) si, plus la valeur de x se rapproche de la valeur finie a aussi près que l'on veut, en restant plus petite ou plus grande que a, mais sans jamais être égale à a, plus la valeur de f(x) s'approche de l'infini :
{\displaystyle \lim _{x\to a}f(x)=\pm \infty .}
On trouvera des asymptotes verticales en particulier lorsque la fonction f se présente sous forme d'un quotient dont le dénominateur s'annule en a, mais pas le numérateur.
Exemples : fonction homographique, logarithme népérien, fonction tangente

#### Asymptote «horizontale»
La droite d'équation y = b est asymptote horizontale à la courbe d'équation y = f(x), si, lorsque x s'accroît autant qu'on veut vers l'infini (mais sans jamais atteindre l'infini), f(x) s'approche d'une valeur finie b :
{\displaystyle \lim _{x\to \pm \infty }f(x)=b.}
Exemples : fonction homographique, fonction exponentielle, tangente hyperbolique

#### Asymptote «oblique»

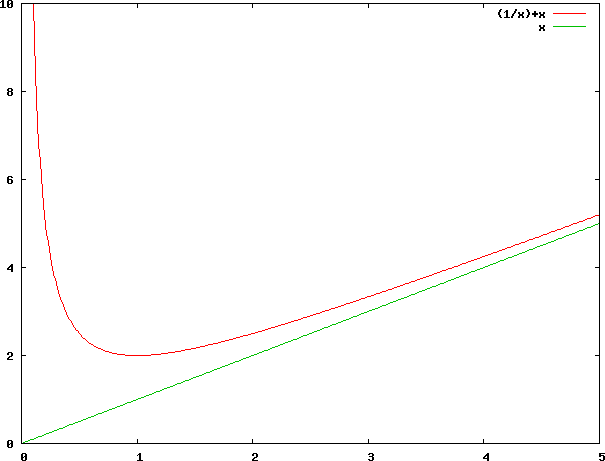
Courbe d'équation y = (1/x)+x, l'axe des y et la droite (d) : x = y sont toutes les deux des asymptotes à la courbe.

La droite d'équation y = ax + b (a étant ici différent de 0) est asymptote oblique à la courbe représentative de la fonction f si {\displaystyle \lim _{x\to \pm \infty }\left(f(x)-ax-b\right)=0.}
Les valeurs de a et de b se calculent à l'aide des formules suivantes :
Si {\displaystyle \lim _{x\to \pm \infty }{f(x) \over x}} est égale au réel a alors que f(x) – ax n'admet pas de limite réelle en ±∞, on dit que la courbe admet comme direction asymptotique la droite d'équation y = ax.
Si {\displaystyle \lim _{x\to \pm \infty }{f(x) \over x}} est égale au réel a et si {\displaystyle \lim _{x\to \pm \infty }f(x)-ax=\pm \infty }, on parle alors de branche parabolique de direction y = ax.

#### Le point de vue projectif
Les trois situations précédentes n'en forment qu'une en géométrie projective, une asymptote étant une tangente à l'infini.

### Courbe asymptote

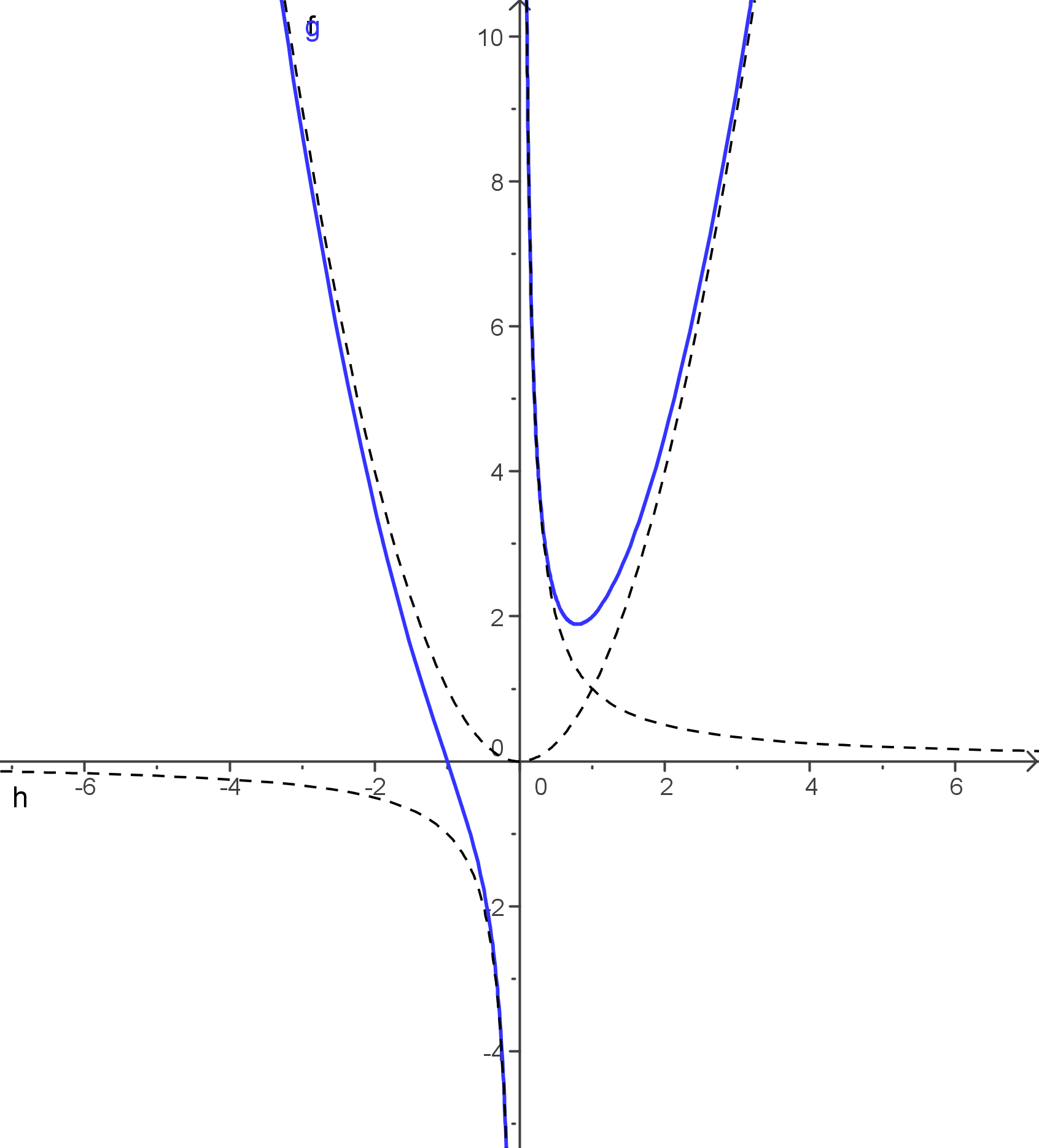
Trident d'équation y = x + 1/x et ses deux courbes asymptotes d'équation y = x et y = 1/x.

La courbe d'équation y = g(x) est asymptote à la courbe d'équation y = f(x) en ±∞ si {\displaystyle \lim _{x\to \pm \infty }f(x)-g(x)=0} . Les asymptotes « horizontales » ou « obliques » sont alors des cas particuliers de courbes asymptotes de ce type.

## Courbe paramétrée

### Droite asymptote
On cherche les droites asymptotes aux branches infinies de la courbe d'équation (x = x(t) ; y = y(t)), c’est-à-dire en t0 (réel ou infini) tel que {\displaystyle \lim _{t\to t_{0}}OM(t)=+\infty } où M(t) est le point de coordonnées (x(t) ; y(t)).
La droite d'équation ax + by + c = 0 est asymptote à la courbe en t0 si
{\displaystyle \lim _{t\to t_{0}}OM(t)=+\infty \ \mathrm {et} \ \lim _{t\to t_{0}}ax(t)+by(t)+c=0}.
Pour rechercher une droite asymptote à la courbe, on observe si l'une ou l'autre des coordonnées tend vers l'infini quand t tend vers t0. Si aucune des coordonnées ne tend vers l'infini, on ne recherche pas de droite asymptote.
Si l'une des coordonnées tend vers l'infini tandis que l'autre tend vers un réel, on peut conclure sur l'existence d'une asymptote :
- la courbe admet la droite D : y = y0 pour asymptote en t0 si : 
{\displaystyle \lim _{t\to t_{0}}x(t)=+\infty \ \mathrm {et} \ \lim _{t\to t_{0}}y(t)=y_{0}} ;
- la courbe admet la droite D : x = x0 pour asymptote en t0 si : 
{\displaystyle \lim _{t\to t_{0}}x(t)=x_{0}\ \mathrm {et} \ \lim _{t\to t_{0}}y(t)=+\infty }.

Dans le cas où les deux coordonnées tendent vers l'infini, on recherche une asymptote oblique. On cherche la limite de y(t)/x(t) quand t tend vers t0. Si cette limite est égale à un réel a non nul, on cherche alors la limite de y(t) – ax(t) quand t tend vers t0. Si cette limite est égale à un réel b, alors la droite d'équation y = ax + b est asymptote à la courbe. Dans tous les autres cas, il n'y a pas d'asymptote oblique.
Exemple : Considérons la courbe d'équation paramétrique
{\displaystyle {\begin{cases}x(t)=1/(1-t^{2})\\y(t)=t^{3}/(1-t^{2})\end{cases}}}.
Lorsque t s'approche de –1, l'abscisse et l'ordonnée tendent vers l'infini, le rapport y(t)/x(t) tend vers -1 et la somme x(t) + x(t) tend vers 3/2 donc la courbe possède une droite asymptote d'équation x + y = 3/2. La courbe possède également une asymptote (correspondant au cas où t tend vers 1) d'équation y = x – 3/2 ainsi qu'une dernière (cas où t tend vers l'infini) d'équation x = 0.

## Courbe d'équation polaire
On cherche les asymptotes à la courbe d'équation r = ρ(θ) lorsque r ou θ tend vers l'infini ou une valeur donnée.

### Droite asymptote
Une courbe d'équation polaire admet une direction asymptotique lorsque, pour θ0 donné, on a
La courbe admet alors une droite asymptote s'il existe un réel λ tel que
La courbe s'approche de la droite d'équation

### Cercle asymptote

La spirale d'équation t/(t + 1) tend vers le cercle de rayon 1 par l'intérieur.

Une courbe d'équation polaire admet un cercle asymptote lorsqu'il existe ρ0 donné tel que
{\displaystyle \lim _{\theta \to \infty }\rho (\theta )=\rho _{0}}
La courbe « s'enroule » alors sur le cercle d'équation ρ = ρ0.
Si au voisinage de θ0, ρ(θ) < ρ0, la courbe s'enroule à l'intérieur du cercle asymptote, si, au contraire, au voisinage de θ0, ρ(θ) > ρ0, alors elle s'y enroule à l'extérieur.

### Point asymptote

Une spirale logarithmique tend vers un point asymptote.

Il peut arriver qu'une branche infinie d'une courbe s'enroule autour d'un point en s'en approchant indéfiniment. Ce point est alors appelé point asymptote à la courbe. On trouve cette situation au centre d'une spirale logarithmique. En équation polaire, l'origine est un point asymptote si {\displaystyle \lim _{\theta \to \infty }\rho (\theta )=0}.